# كيني يونغ
كيني يونغ (بالإنجليزية: Kenny Young)‏ هو منتج أسطوانات وكاتب أغاني أمريكي، ولد في 1950.

## وصلات خارجية
- كيني يونغ على موقع ميوزك برينز (الإنجليزية)
- كيني يونغ على موقع أول ميوزيك (الإنجليزية)
- كيني يونغ على موقع ديسكوغز (الإنجليزية)